# Ivan Kolařík
Ivan Kolařík (22. března 1920, Valašské Meziříčí – 1. dubna 1942, Vizovice) byl československý voják a příslušník výsadku Out Distance.

## Mládí
Narodil se 22. března 1920 ve Valašském Meziříčí. Otec Josef byl učitel, matka Josefa, rozená Kuldová, byla v domácnosti. Měl jednoho bratra. Ve Valašském Meziříčí absolvoval obecnou školu a následně vystudoval gymnázium. V roce 1939 nastoupil na lékařskou fakultu. Po uzavření vysokých škol se rozhodl pro odchod do exilu.

## V exilu
Dne 4. ledna 1940 společně s několika kamarády přešel na Slovensko a přes Maďarsko, Jugoslávii, Řecko a Turecko se dostal do Francie. 6. března 1940 byl v Agde prezentován do čs. zahraniční armády a zařazen k 1. pěšímu pluku. V jeho řadách prodělal boje o Francii. Po pádu Francie byl evakuován do Anglie, kde byl zařazen k 1. pěšímu praporu. Po absolvování školy pro důstojníky v dubnu 1941 byl povýšen na svobodníka. V srpnu 1941 byl vybrán pro výcvik k plnění zvláštních úkolů.
Od 15. srpna 1941 do 24. března 1942 absolvoval základní sabotážní kurz, parakurz, po povýšení na desátníka aspiranta prodělal kurz útočného boje. V té době byl zařazen do skupiny Out Distance.

## Nasazení
28. března 1942 byl společně s Adolfem Opálkou a Karlem Čurdou vysazen u Ořechova u Telče. Skupina přišla o veškeré vybavení během seskoku. Při ukrývání padáku navíc ztratil své doklady, ve kterých měl fotografii své snoubenky Milady Hrušákové z období před válkou. Doklady byly nalezeny a předány gestapu. Kolařík byl identifikován a bylo po něm vyhlášeno pátrání. Po zjištění této skutečnosti se od skupiny oddělil a začal se skrývat. Aby neprozradil utajované skutečnosti a neohrozil své blízké, spáchal 1. dubna 1942 sebevraždu jedem v Nádražní ulici u Sokolovny ve Vizovicích. Pohřben byl na Lesním hřbitově ve Zlíně. Jeho rodina, stejně jako rodina jeho snoubenky byla zatčena, protože s ním jejich členové udržovali kontakt a předali mu jeho pravou občanskou legitimaci a potravinové lístky. Během heydrichiády byli všichni popraveni.

## Po válce
V roce 1945 byl in memoriam povýšen do hodnosti poručíka pěchoty, v roce 1948 byl in memoriam povýšen do hodnosti kapitána pěchoty.

## Vyznamenání
- 1944 –  Pamětní medaile československé armády v zahraničí se štítky Francie a Velká Británie
- 1945 –  Československý válečný kříž 1939